# Nordre Skipsholmen
Nordre Skipsholmen est une île dans le landskap Sunnhordland du comté de Vestland. Elle appartient administrativement à Fitjar.

## Géographie
Rocheuse et couverte d'arbres, elle s'étend sur environ 161 m de longueur pour une largeur approximative de 113 m. 